# باغ لاله یادبود ایندیرا گاندی
باغ لاله یادبود ایندیرا گاندی بزرگترین پارک لاله در آسیاست. این پارک در شهر سرینگر در ایالت کشمیر هند قرار دارد، هر ساله در ماه آوریل جشنواره لاله در این پارک برگزار برگزار می‌شود.